# Grotte di Aillwee
La grotta di Aillwee (in gaelico Pluaiseanna na hAille Buí, che significa grotta della Parete Gialla) è una delle grotte carsiche del Burren.

## Localizzazione
La grotta si trova nella contea di Clare, in Irlanda, a nord del Parco Nazionale del Burren e ad est delle Scogliere di Moher. Il sito è a pochi chilometri da Ballyvaughan, su una deviazione che si dirama dalla strada R480.

## Descrizione
Formatasi per effetto dello scioglimento delle acque glaciali che, erodendo il terreno, hanno scavato un fiume sotterraneo, concorre con le altre numerosissime grotte a occupare lo spazio sottostante il Parco Nazionale del Burren.
Le stanze e i cunicoli che la formano ospitano numerose stalattiti e stalagmiti e l'acqua, che continua a permeare dalla superficie, crea delle piccole cascate. Al suo interno sono stati ritrovati resti di orsi.
L'ingresso fu scoperto nel 1904 da un agricoltore a caccia mentre inseguiva il suo cane, ma non si addentrò, e rivelò la sua scoperta solo dopo 40 anni. Dalla metà degli anni '70 le grotte furono aperte al pubblico.

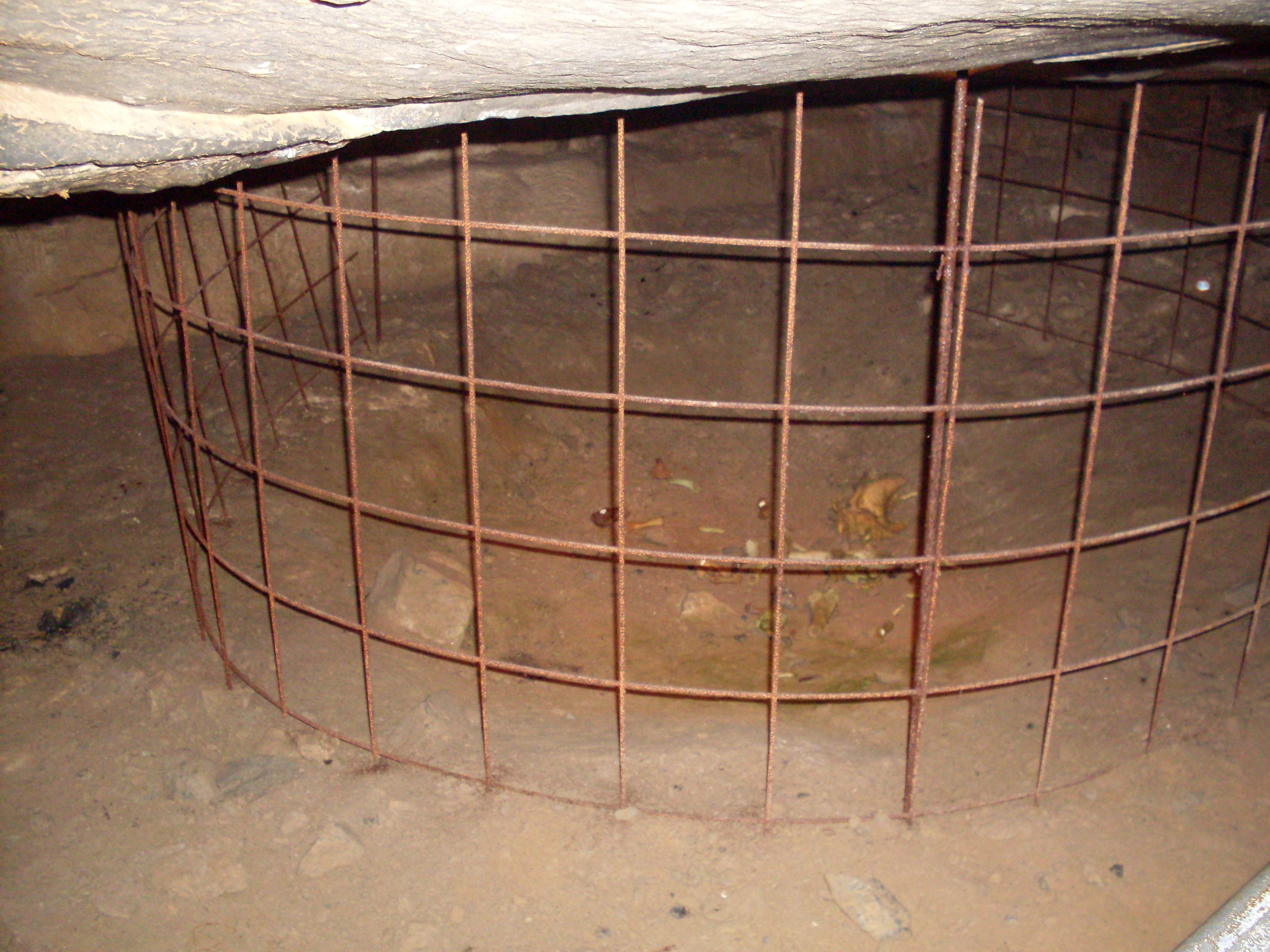
Resti di orso presso la grotta